# Estación de Montijo
Montijo es una estación ferroviaria situada en el municipio español de Montijo en la provincia de Badajoz, comunidad autónoma de Extremadura. Dispone de servicios de Media Distancia operados por Renfe.

## Situación ferroviaria
La estación se encuentra en el punto kilométrico 476,6 de la línea de ferrocarril de ancho ibérico Ciudad Real-Badajoz a 196,69 metros de altitud.

## Historia
La estación fue inaugurada el 20 de octubre de 1864 con la apertura del tramo Badajoz-Mérida de la línea que buscaba unir Ciudad Real con Badajoz. La Compañía de los ferrocarriles de Ciudad Real a Badajoz fue la impulsora de la línea y su gestora hasta el 8 de abril de 1880 fecha en la cual fue absorbida por MZA. En 1941, la nacionalización del ferrocarril en España supuso la desaparición de MZA y su integración en la recién creada RENFE. Desde el 31 de diciembre de 2004 Renfe Operadora explota el tráfico ferroviario mientras que Adif es la titular de las instalaciones.

## Servicios ferroviarios

### Media Distancia
Los trenes de Media Distancia operados por Renfe tienen como principales destinos las ciudades de Madrid, Badajoz y Alcázar de San Juan.
| Línea MD | Trenes          | Origen/Destino                                      |  | Destino/Origen |
| -------- | --------------- | --------------------------------------------------- |  | -------------- |
|          | Regional Exprés | Alcázar de San Juan                                 |  | Badajoz        |
|          | Regional Exprés | Villanueva de la Serena Cabeza del Buey Puertollano |  | Badajoz        |